# Vũ đạo (Trung Quốc)
Vũ đạo hay còn gọi chính xác đầy đủ là nghệ thuật múa Trung Hoa Cổ có từ thời rất xa xưa trong đời sống sinh hoạt dân gian ở Trung Quốc cổ đại. Nghệ thuật múa này ban đầu là để phục vụ các sinh hoạt trong lao động sau đó được dùng trong các nghi lễ truyền thống trong dân gian và cả trong các nghi lễ tôn giáo.

## Phân loại
Múa cổ đại có hai phần gọi là vu vũ và nhạc vũ. Vu tức là bà đồng (đồng cốt nữ được gọi là vu, đồng cốt nam được gọi là hịch), có bổn phận cúng tế cầu đảo. Từ thời nhà Thương đến thời nhà Chu, một số Vu có địa vị cao và được đánh giá quan trọng trong triều đình. Do vậy vu vũ chính là một hình thức vũ đạo tôn giáo của các Vu khi cúng bái cầu đảo Thượng đế Ngọc hoàng hay cúng tế sau này tại các địa phương. Nhạc vũ lại do nô lệ biểu diễn, chủ yếu để phục vụ giải trí cho giai cấp qúy tộc và các đại thần, tướng sĩ trong chốn cung đình.

## Tiến trình lịch sử
Đến đầu thời nhà Tây Chu, lễ và nhạc được quy định thành kinh sách. Nhạc vũ được chỉnh lý lại trở thành nhã nhạc đầy tính chất đặc thù cung đình, trong khi vũ đạo của giới nô lệ trước đây lại được nâng cao đặc biệt. Cuối thời Tây Chu, vương thất nhà Chu suy yếu, nhã nhạc đã mất dần tác dụng khống chế của nó trong sinh hoạt chốn cung đình chỉ dành cho giai cấp quý tộc và quan lại địa chủ phong kiến. Lúc này, Nhạc và vũ đạo trong dân gian đã được khích lệ phát triển mạnh mẽ thay thế cho nhã nhạc thuần túy của sinh hoạt cung đình.
Vũ đạo Trung Quốc cho đến thời nhà Tần và nhà Hán có thể được phân làm hai giai đoạn, bắt đầu từ thời nhà Tống để làm mốc. Từ thời nhà Tần và nhà Hán đến thời nhà Tống, vũ đạo lúc đó chủ yếu được xem là một loại hình nghệ thuật để biểu diễn trong các sinh hoạt văn hoá, giao tế, và yến tiệc của giới quý tộc. Vũ đạo hưng thịnh nhất vào thời nhà Hán và nhà Đường. Thời Lưỡng Hán (Tây Hán và Đông Hán), triều đình thiết lập một cơ quan chuyên trách để quản lý và chỉnh lý về âm nhạc và vũ đạo được gọi là Nhạc phủ. Có nhiều gia đình quý tộc và quan lại nuôi các nghệ nhân vũ đạo.
Vào thời nhà Ngụy-Tấn và Nam Bắc Triều phân tranh, khu vực miền nam Trung Quốc trên cơ sở kế thừa âm nhạc của thời nhà Hán đã phát triển một thể loại vũ đạo mới được gọi là nhã vũ và tạp vũ. Nhã vũ được dùng để phục vụ các sinh hoạt tôn giáo, và tạp vũ được dùng để phục vụ cho toàn thể cộng đồng trong các kì hội hè yến tiệc hay các sinh hoạt văn hóa và lễ hội truyền thống trong đời sống dân gian lúc đó. Trong khi đó, các khu vực thuộc miền bắc Trung Quốc lại bị người Hồ cai trị, do đó hiển nhiên rằng vũ đạo mang đậm sắc thái và đường nét sinh hoạt văn hóa của các bộ tộc người Hồ. Các thể loại âm nhạc của dân gian Ấn Độ và vùng Tây Vực (Vân Nam) cho đến khu Thiên Sơn thịnh hành cả cung đình lẫn dân gian.
Đầu thời nhà Tùy, nhã nhạc được chỉnh đốn lại toàn bộ, trong đó pha trộn phong cách các thể loại cổ nhạc của các dòng nhạc Nam Triều thuộc miền nam Trung Hoa với các thể loại nhạc Hồ vũ (vũ đạo của các bộ tộc người Hồ) của Bắc Triều thịnh hành ở miền bắc Trung Hoa. Đời nhà Đường đã kế thừa toàn bộ loại nhã nhạc đó rồi du nhập thêm các loại vũ đạo của khu vực Ba Tư Lưỡng Hà (là Iraq và Iran ngày nay) để tổ chức phân làm hai nhóm biểu diễn phục vụ: nhóm múa ngồi và nhóm múa đứng. Nhóm múa ngồi sẽ biểu diễn trên thềm cung điện, nhóm múa đứng biểu diễn ở phía dưới thềm cung điện. Thời nhà Đường là giai đoạn đỉnh cao của sự dung hợp các nền văn hoá, âm nhạc, vũ đạo của các dân tộc và các địa phương trong khung cảnh mở rộng giao lưu văn hóa giữa các bộ tộc ở khắp miền nam bắc Trung Hoa cho đến vùng ngoài biên cương châu thổ Trung Nguyên.
Từ đời nhà Tống trở về sau, vũ đạo Trung Quốc đã được phát triển hoàn toàn khác. Vũ đạo với vị thế độc lập đã bị suy yếu đi và biến cách thành một thể loại mới hơn và đa phong cách thể hiện trong sự pha trộn thêm vào nhiều hình thức hí khúc, kể chuyện, ngâm nga... và đã được phát triển rất mạnh. Những tiết mục độc lập bên ngoài vũ đạo có từ đời nhà Đường đã trở nên biến thái và hòa nhập vào các thể loại ca vũ kịch hoặc tạp kĩ (xiếc, nhào lộn). Vũ đạo chuyên nghiệp đã suy thoái tại cung đình còn vũ đạo dân gian thì thịnh hành vào thời này.
Vũ đạo sau này có một vị thế quan trọng trong Kinh kịch, một thể loại nghệ thuật sân khấu ca kịch cổ rất thịnh hành từ cuối triều nhà Thanh cho đến nay.

## Ảnh hưởng
Vũ đạo có một vai trò đặc biệt trong các bộ môn quyền thuật thuộc miền Bắc Trung Hoa, nếu ta quan sát kĩ các tư thế, điệu bộ, phong cách thể hiện và thần thái diễn tập trong nghệ thuật múa nhà Đường qua bộ phim truyền hình nhiều tập Tây du ký ở phần cuối phim do Trung Quốc sản xuất với vai Tôn Ngộ Không do Lục Tiểu Linh Đồng thủ vai diễn, ta sẽ thấy rất nhiều động tác dễ nhận ra trong một số bộ môn quyền thuật bắc Trung Hoa sau này. Các động tác như chạy lòng vòng thật nhanh hay chạy thật xa và dài, bay nhảy, uốn éo và lắc lư nghiêng ngả của thân pháp trong kĩ thuật của Trường Quyền có thể là do ảnh hưởng từ các điệu múa và được cách điệu lên trong các chiêu thức quyền thuật làm cho các bộ môn quyền thuật thuộc miền bắc Trung Hoa (sau này được tích hợp thành các bộ môn quyền Bắc Thiếu Lâm) trở nên có một phong cách hoàn toàn khác biệt các phái võ miền nam Trung Hoa, nhất là các bộ môn quyền thuật của Nam Thiếu Lâm. Các tư thế và chiêu thức của các môn quyền Bắc Thiếu Lâm trông rất lả lướt, phong cách hoa mĩ bay bổng hơn các dòng quyền thuật Nam Thiếu Lâm rất nhiều trong khi các tư thế và chiêu thức của quyền thuật ở Nam Thiếu Lâm trông rất thô bạo và dũng mãnh, ngắn gọn và chặt chẽ, chú trọng thực dụng và hiếm khi nhảy nhót.